# Gorski Goren Trambesj
Gorski Goren Trambesj (Bulgaars: Горски горен Тръмбеш) is een dorp in Bulgarije. Het is gelegen in de gemeente Gorna Orjachovitsa in de oblast Veliko Tarnovo. Hemelsbreed ligt het dorp op 23 km afstand van de stad Veliko Tarnovo en 212 km ten noordoosten van de hoofdstad Sofia.

## Bevolking
Tussen 31 december 1934 (923 inwoners) en 31 december 2019 (122 inwoners) is de bevolking drastisch gekrompen.
|  |

Van de 157 reageerden er 156 op de optionele volkstelling van februari 2011. Van deze 156 respondenten identificeerden 152 personen zichzelf als etnische Bulgaren (97,4%), gevolgd door 3 Roma (1,9%) en 1 ondefinieerbare respondent (0,7%).